# Десять центов (Канада)
Канадский дайм — монета номиналом десять центов. Самая маленькая (по размеру) монета Канады. Королевский монетный двор Канады официально установил название — 10 центов, однако на практике слово дайм более распространено. По размерам монета практически совпадает с Даймом США, однако отличается от него материалом из которого изготовлен. С 1968 по 1999 год дайм изготавливался из никеля, а с 2000 года из стали.
Художник, Эмануэль Хан, использовал три корабля при создании реверса, включая Bluenose его модели.
Слово дайм означает одну десятую часть или десятину.

## История монеты
| Реверс | Аверс | Годы выпуска         | Масса (гр.) | Диаметр/Размер (мм.) | Структура сплава                                                                          |
| ------ | ----- | -------------------- | ----------- | -------------------- | ----------------------------------------------------------------------------------------- |
|        |       | 2000-настоящее время | 1.75        | 18.03                | 92.0 % сталь, 5,5 % медь, 2,5 % никель                                                    |
|        |       | 1979-1999            | 2.075       | 18.03                | 99.9 % никель                                                                             |
|        |       | 1969-1978            | 2.07        | 18.03                | 99.9 % никель                                                                             |
|        |       | 1968                 | 2.07 2.33   | 18.03 18.034         | 99.9 % никель (172.5M) 50 % серебро, 50 % медь (70.4M)                                    |
|        |       | 1967                 | 2.33        | 18.034               | 50 % серебро, 50 % медь (30.6M) 80 % серебро, 20 % медь (32.3M)                           |
|        |       | 1920-1966            | 2.33        | 18.034               | 80 % серебро, 20 % медь                                                                   |
|        |       | 1910-1919            | 2.33        | 18.034               | 92.5 % серебро, 7,5 % медь                                                                |
|        |       | 1858-1910            | 2.32        | 18.034               | 92.5 % серебро, 7,5 % медь (примечание: дырка в монете отсутствует в оригинальной версии) |

## Памятные выпуски
| Год  | Тема                        | Персона       | Тираж       | Примечание |
| ---- | --------------------------- | ------------- | ----------- | ---------- |
| 1967 | Canadian Centennial         | Alex Colville | 62,998,215  | Скумбрия.  |
| 2001 | Международный год волонтёра | Stan Witten   | 272,465,000 |            |